# Minsk Cycling Club
El Minsk Cycling Club (Código UCI: MCC) es un equipo ciclista femenino de Bielorrusia de categoría UCI Women's Team, máxima categoría femenina del ciclismo en ruta a nivel mundial.

## Material ciclista
El equipo utiliza bicicletas Aist y componentes 

## Clasificaciones UCI
Las clasificaciones del equipo y de su ciclista más destacado son las siguientes:
| Temporada | Clasificación por equipos | Mejor corredora | Posición |
| 2017      | 36.º                      | Hanna Tserah    | 335.ª    |
| 2018      |                           |                 |          |

## Palmarés
Para años anteriores véase: Palmarés del Minsk Cycling Club.

### Palmarés 2021

#### UCI WorldTour
| Fechas | Carreras | Ganadora |
|        |          |          |

#### UCI ProSeries
| Fechas | Carreras | Ganadora |
|        |          |          |

#### Calendario UCI Femenino
| Fechas        | Carreras                  | Ganadora           |
| 20 de febrero | Gran Premio Velo Manavgat | Tatsiana Sharakova |
| 6 de marzo    | Gran Premio Mediterráneo  | Hanna Tseraj       |

#### Campeonatos nacionales
| Fechas      | Carreras                                     | Ganadora           |
| 15 de junio | Campeonato de Bielorrusia Contrarreloj (CRI) | Tatsiana Sharakova |
| 18 de junio | Campeonato de Bielorrusia en Ruta            | Tatsiana Sharakova |

## Plantillas
Para años anteriores, véase Plantillas del Minsk Cycling Club

### Plantilla 2021
| Integrantes del equipo 2021 | Integrantes del equipo 2021 | Integrantes del equipo 2021 | Integrantes del equipo 2021 |
| Corredor                    | Fecha de nacimiento         | Equipo previo               |                             |
| --------------------------- | --------------------------- | --------------------------- | --------------------------- |
| Alina Abramenko             | 26 de octubre de 2000       |                             |                             |
| Darya Dziakola              | 29 de diciembre de 2000     |                             |                             |
| Nastassia Kiptsikava        | 10 de agosto de 1999        |                             |                             |
| Anhelina Krasko             | 16 de diciembre de 2000     |                             |                             |
| Taisa Naskovich             | 19 de septiembre de 1995    |                             |                             |
| Karalina Savenka            | 21 de abril de 1998         |                             |                             |
| Tatsiana Sharakova          | 31 de julio de 1984         | Gauss RDZ Ormu (2008)       |                             |
| Hanna Tseraj                | 7 de septiembre de 1998     |                             |                             |
|                             |                             |                             |                             |
| Fuente: UCI                 |                             |                             |                             |